# Parafia św. Stanisława Biskupa i Męczennika w Czeladzi
Parafia św. Stanisława Biskupa i Męczennika w Czeladzi – rzymskokatolicka parafia znajdująca się w Czeladzi, należy do dekanatu czeladzkiego, diecezji sosnowieckiej. Erygowana w 1260 roku.

## Historia
Pierwsza wzmianka o parafii pojawiła się w 1260 roku, a w 1440 roku kronikarz Jan Długosz w księdze Liber beneficiorum dioecesis Cracoviensis, wzmiankował o istnieniu kościoła pw. św. Stanisława Biskupa i Męczennika w Czeladzi, który wówczas należał do diecezji krakowskiej. W 1495 roku pierwszy drewniany kościół wraz z zabudową miasta uległy spaleniu. W latach 1515–1529 zbudowano jednonawowy murowany  kościół. W 1649 roku wprowadzono kult obrazu Matki Bożej Pocieszenia, który 5 maja 1651 roku zatwierdził bp krakowski Piotr Gembicki. W 1683 roku kościół odwiedził król Jan III Sobieski, podczas wyprawy na odsiecz Wiednia. W latach 1863–1864 kościół wyremontowano. 
W 1904 roku rozpoczęto budowę obecnego murowanego kościoła, według projektu, który wykonał warszawski architekt Hugo Kuder. W 1913 ukończono budowę kościoła w stylu neoromańskim. W 1923 roku podczas pożaru kościoła został zniszczony cudowny obraz Matki Bożej Pocieszenia. W 1925 roku stary kościół rozebrano, a parafia przeszła z diecezji kieleckiej - w skład nowej diecezji częstochowskiej. 28 września 1958 roku bp Zdzisław Goliński dokonał konsekracji kościoła. W latach 1963–1968 artysta Maciej Makarewicz wykonał polichromię. 8 maja 1988 roku przywrócono kult Matki Bożej Pocieszenia. 25 marca 1992 roku parafia weszła w skład nowej diecezji sosnowieckiej. 26 marca 1992 roku kościół odwiedził Nuncjusz Apostolski abp Józef Kowalczyk.
Parafia posiada 12 992 wiernych. 
Na terenie parafii znajduje się dom zakonny Karmelitanek Dzieciątka Jezus. 
Proboszczowie parafii:
1260. ks. Stefan.
1325. ks. Świętopełk.
1438. ks. Michał Motyka.
1489. ks. Michał.
1497. ks. Stanisław Hanusborg.
1515. ks. Andrzej z Pokrzywnicy.
1522–1527. ks. kan. prał. dr. Stanisław Borek (oficjał Kurii Rzymskiej).
1527. ks. Wojciech z Pokrzywnicy (bakałarz 7 sztuk wyzwolonych, lekarz królewski).
1550–1572. ks. kan. prof. Stanisław Górski (profesor Akademii Krakowskiej, sekretarz królewski).
1595–1604. ks. kan. Łukasz Sobkowicki (kustosz katedry krakowskiej).
1606–1650. ks. Andrzej Skarżyński (dziekan bytomski).
1650–1655. ks. ka. dr. Stanisław Rap.
1655–1678. ks. dr. Józef Bełza (protonotariusz apostolski).
1678–1706. ks. dr. Stanisław Jacek Rembiński.
1706–1718. ks. kan. Stanisław Helot Nawoziewicz.
1718–1725. ks. kan. Jakub Kopecki (kustosz katedry krakowskiej).
1725–1775. ks. kan. prał. Michał Maurycy z Kownat (kustosz katedry krakowskiej).
1775–1777. ks. kan. Franciszek Ossowski (administrator).
1777–1800. ks. Wawrzyniec Hechtchans.
1800–1845. ks. kan. Jakub Krupiński (dziekan siewierski).
1846–1864. ks. kan. Wojciech Janecki.
1864–1908. ks. kan. Ludwik Satalecki.
1908–1911. ks. kan. Paweł Frelek.
1911–1913. ks. kan. Antoni Bożek.
1913–1918. ks. Mieczysław Rogójski.
1918–1922. ks. Teodor Urbański.
1922–1939. ks. Franciszek Siermantowski.
1939–1971. ks. kan. prał. Józef Sobczyński (dziekan będziński).
1971–1982. ks. prał. Zygmunt Król.
1981–1985. ks. Antoni Popielarczyk.
1985–2008. ks. prał. Mieczysław Oset (dziekan czeladzki).
2008– nadal ks. kan. Jarosław Wolski.

## Terytorium parafii
Ulice: Aleja Róż, Armii Krajowej, Asfaltowa, Astrów, Będzińska, Boczna, Boguckiego, Borowa, Bratków, Buczka, Bytomska, Ciasna, Cicha, Ciołkowskiego, Czysta, Cmentarna, Czarnomskiego, Czeczotta, Chopina, Górna, Grodziecka, Jaśminowa, Kacza, Kamienna, Karmelitańska, Katowicka, Kilińskiego, Kościelna, Kosmonautów, Krasonia, 17 lipca, 11 listopada, Lotnicza, Łączna, 1 Maja, Miasta Auby, Mieczyków, Modrzejewska, Moniuszki, Mysłowicka, Narutowicza, Niecała, Niwa, Nowa, Nowopogońska, Ogrodowa, Okrzei, ks. Bolesława Pieńkowskiego, Plac Konstytucji 3 Maja, Podwalna, Plac, Powstania Styczniowego, Przełajska, Reya, Reymonta, Rynek, Rynkowa, Sadowa, Słowiańska, Sobieskiego, Szarych Szeregów, Szpitalna, Spokojna, Sportowa, Spółdzielcza, Storczyków, Strzelecka, Ślepa, Topolowa, Tulipanów, Tuwima, Walna, Waryńskiego, Wąska, Wojkowicka, Wspólna, Wrzosowa, Zacisze, Zielona, Żabia, Żwirki i Wigury, Żytnia.